# Menglon
Menglon ist ein Ort und eine französische Gemeinde mit 538 Einwohnern (Stand: 1. Januar 2022) im Département Drôme in der Region Auvergne-Rhône-Alpes (vor 2016 Rhône-Alpes). Sie gehört zum Arrondissement Die und zum Kanton Le Diois.

## Lage
Menglon liegt etwa 50 Kilometer südöstlich von Valence im Weinbaugebiet Châtillon-en-Diois. Umgeben wird Menglon von den Nachbargemeinden Saint-Roman im Nordwesten und Norden, Châtillon-en-Diois im Norden und Nordosten, Boulc im Osten, Miscon im Südosten und Süden, Luc-en-Diois im Süden und Südwesten, Recoubeau-Jansac im Westen sowie Barnave im Westen und Nordwesten.

## Bevölkerungsentwicklung
| Jahr                       | 1962 | 1968 | 1975 | 1982 | 1990 | 1999 | 2006 | 2013 | 2019 |
| -------------------------- | ---- | ---- | ---- | ---- | ---- | ---- | ---- | ---- | ---- |
| Einwohner                  | 368  | 331  | 317  | 287  | 332  | 355  | 388  | 466  | 534  |
| Quellen: Cassini und INSEE |      |      |      |      |      |      |      |      |      |

## Sehenswürdigkeiten

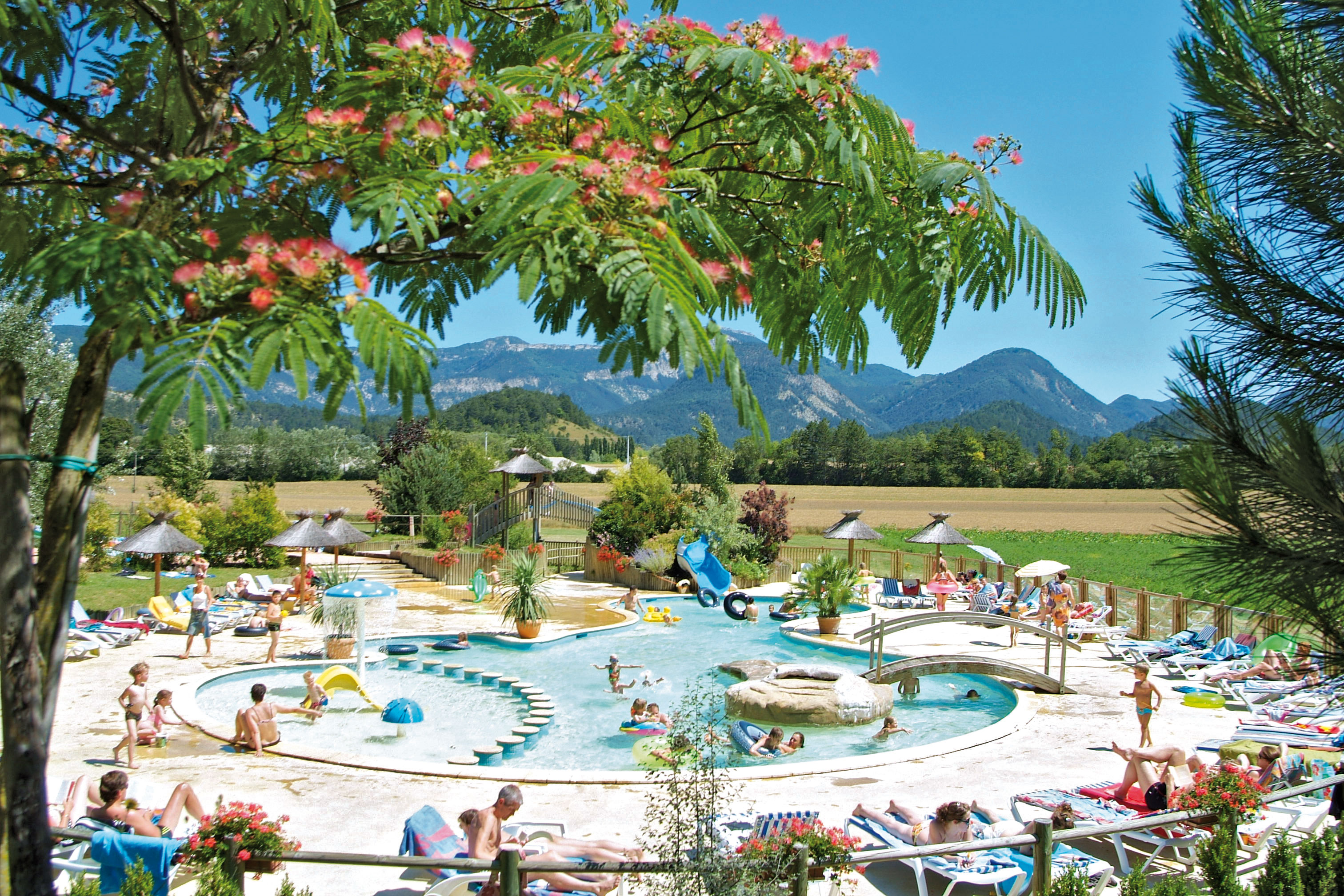
Aquapark „L'Hirondelle“

- Katholische Kirche Saint-Martin
- Protestantische Kirche
- Schloss Saint-Ferréol
- Rathaus und Schule, 1889 erbaut
- Aquapark